# La Main noire (film, 1969)
Pour les articles homonymes, voir La Main noire.
Pour plus de détails, voir Fiche technique et Distribution.
La Main noire est un film franco-italien réalisé par Max Pécas, sorti en 1969.

## Synopsis
En Europe, l'Institut Scientifique de Recherches pour une Société Nouvelle est en réalité le repaire de Zhan Raur, un Albanais à la tête d’une organisation terroriste mafieuse appelée « La Main Noire ». Sous son aspect débonnaire, Zhan Raur, qui souffre d'une maladie de coeur, est atteint d’un délire de puissance. Alors qu'il attend la visite d’un correspondant inconnu porteur de précieux documents, il ignore que le FBI lui a en réalité substitué un de ses agents, Thomas Asher, qui est chargé de percer les secrets et ramifications de La Main Noire. 

## Fiche technique
- Titre : La Main noire
- Réalisation : Max Pécas
- Scénario et dialogues : Jean-Pierre Bastid et Max Pécas
- Photographie : Raymond Lemoigne
- Décors : Philippe Bérard
- Montage : Nicole Colombier
- Musique : Derry Hall
- Sociétés de production : Les Films du Griffon (Paris) - Tigielle 33 (Rome)
- Pays d'origine :  France -  Italie
- Durée : 86 minutes
- Date de sortie : France, 19 février 1969

## Distribution
- James Harris (Giuseppe Mattei) : Thomas Asher
- Janine Reynaud : Mafalda
- Anny Nelsen : Albane
- Jean Topart : Zhan Raur
- Chantal Bonneau : Éléonore
- Colette Régis : la gouvernante